# Pallacanestro Cantù 1981-1982
Questa voce raccoglie le informazioni riguardanti la Pallacanestro Cantù nelle competizioni ufficiali della stagione 1981-1982.

## Stagione
La stagione 1981-82 della Pallacanestro Cantù sponsorizzata Squibb, è la 27ª nel massimo campionato italiano di pallacanestro, la Serie A1.
La vittoria del campionato nella stagione precedente aveva portato in dote la qualificazione alla Coppa dei Campioni, così la società decise di riconfermare l'assetto delle stagioni precedenti per confermarsi in campionato e tentare l'assalto alla Coppa, vano nei primi due tentativi. Per questo venne ingaggiata l'ala grande, C.J. Kupec.
Il campionato iniziò appunto con la grande prestazione di C.J. Kupec contro la Bartolini Brindisi, mentre in Coppa Campioni la Pallacanestro Cantù si sbarazzò del Partizani Tirana e dell'Union Vienna. Il cammino continuò nel migliore dei modi con otto vittorie su dieci in campionato, ma alla vigilia de girone finale di Coppa dei Campioni, formato da sei squadre, Cantù non si presentò nelle condizioni ottimali, poiché Pierluigi Marzorati era appena rientrato da un infortunio e Renzo Bariviera si era rotto i legamenti del ginocchio. Con questi fattori a Barcellona i canturini riuscirono a perdere solo di un punto davanti a oltre 7.000 che volevano vendicare la sconfitta in Coppa delle Coppe, durante la stagione precedente. L'appuntamento con la vittoria venne rimandato alla seconda giornata con la vittoria sul Partizan Belgrado. In campionato Cantù perse delle posizioni dalla vetta, mentre in Coppa riuscirono a vincere in casa contro il Panathinaikos e nei Paesi Bassi contro il Nashua Den Bosch, invece nell'ultima partita di andata contro il Maccabi Tel Aviv la vittoria andò agli israeliani di un punto, nonostante C.J. Kupec avesse segnato allo scadere un canestro regolare che gli ufficiali di gara annullarono. In campionato inatnto iniziò la "fase a orologio", mentre i canturini si stavano giocando l'accesso alla finale insieme al Partizan, poiché occupavano la seconda posizione a pari merito all'ultima giornata. Così Cantù fu costretta a vincere contro il Maccabi Tel Aviv che venne dominato 101-81, qualificandosi contro gli stessi israeliani nella finalissima. In quewsto modo il 25 marzo 1982, a Colonia, la favola ebbe il suo lieto fine. I discendenti degli uomini che nel 1936 iniziarono a tentare la via del canestro portarono a termini il miracolo. Il Maccabi Tel Aviv venne battuto 86-80 e Cantù divenne il più piccolo comune campione d'Europa nel basket. Galvanizzati dal successo in Europa i canturini chiusero il campionato in quarta posizione e si qualificarono ai playoffs, dove nei quarti incontrarono nuovamente la Sinudyne Bologna. Sul punteggio di 1-1, la partita decisiva venne giocata al Pianella, dove ci vollero due tempi supplementari che videro trionfare i bolognesi 100-102.

## Roster
|    | Naz.                   | Ruolo | Sportivo             |  |  |  | Note |
| -- | ---------------------- | ----- | -------------------- |  |  |  | ---- |
| 4  | Italia (bandiera)      | A     | Denis Innocentin     |  |  |  |      |
| 5  | Italia (bandiera)      | AC    | Fausto Bargna        |  |  |  |      |
| 6  | Italia (bandiera)      | P     | Giorgio Cattini      |  |  |  |      |
| 7  | Italia (bandiera)      | AG    | Beppe Bosa           |  |  |  |      |
| 8  | Stati Uniti (bandiera) | C     | Bruce Flowers        |  |  |  |      |
| 10 | Italia (bandiera)      | PG    | Umberto Cappelletti  |  |  |  |      |
| 11 | Italia (bandiera)      | C     | Eugenio Masolo       |  |  |  |      |
| 12 | Italia (bandiera)      | G     | Antonello Riva       |  |  |  |      |
| 14 | Italia (bandiera)      | P     | Pier Luigi Marzorati |  |  |  |      |
| 15 | Stati Uniti (bandiera) | AG    | C.J. Kupec           |  |  |  |      |
| 18 | Italia (bandiera)      | AG    | Renzo Bariviera      |  |  |  |      |
| -  | Italia (bandiera)      | A     | Valerio Fumagalli    |  |  |  |      |
| -  | Italia (bandiera)      | A     | Antonio Sala         |  |  |  |      |
| -  | Italia (bandiera)      | C     | Marco Martin         |  |  |  |      |
|    | Italia (bandiera)      | ALL.  | Valerio Bianchini    |  |  |  |      |

## Mercato
| Acquisti | Acquisti   | Acquisti   | Acquisti   |
| R.       | Nome       | da         | Modalità   |
| -------- | ---------- | ---------- | ---------- |
| AG       | C.J. Kupec | Bellinzona | definitivo |

| Cessioni | Cessioni        | Cessioni       | Cessioni       |
| R.       | Nome            | a              | Modalità       |
| -------- | --------------- | -------------- | -------------- |
| C        | Renzo Tombolato | Pielle Livorno | fine contratto |
| AG       | Tom Boswell     | Free agent     | fine contratto |

## Risultati
| Coppa dei Campioni 1981-1982 |
| ---------------------------- |
| Squibb Cantù1º titolo        |